# Pál Szinyei Merse
Dans le nom hongrois Szinyei Merse Pál, le nom de famille précède le prénom, mais cet article utilise l’ordre habituel en français Pál Szinyei Merse, où le prénom précède le nom.
Pál Szinyei Merse est un peintre hongrois né le 4 juillet 1845 à Szinyeújfalu, aujourd’hui Chminianska Nová Ves en Slovaquie et mort le 2 février 1920 à Jernye, aujourd’hui Jarovnice en Slovaquie.

## Biographie
Il étudie la peinture à l'Académie des beaux-arts de Munich avec Karl von Piloty pour professeur. Ami de Wilhelm Leibl et Hans Makart, il est l'un des premiers peintres impressionnistes en Hongrie et en Europe centrale.
À l'Exposition universelle de 1873, il remporte une médaille pour son tableau Fürdőház (« Maison de bain »). Un autoportrait exécuté en 1897 est exposé dans le célèbre Corridor de Vasari à Florence.
Pál Szinyei Merse est aussi un homme politique, élu au parlement hongrois où il défend l'éducation artistique.
Il meurt le 2 février 1920 à Jernye.

## Œuvre
En même temps que ses contemporains français, les impressionnistes, mais tout à fait indépendamment d’eux, il a découvert la capacité de la lumière du soleil à décomposer la forme et à modifier la couleur.
- Champ avec des coquelicots, 1902, Galerie nationale hongroise[1]

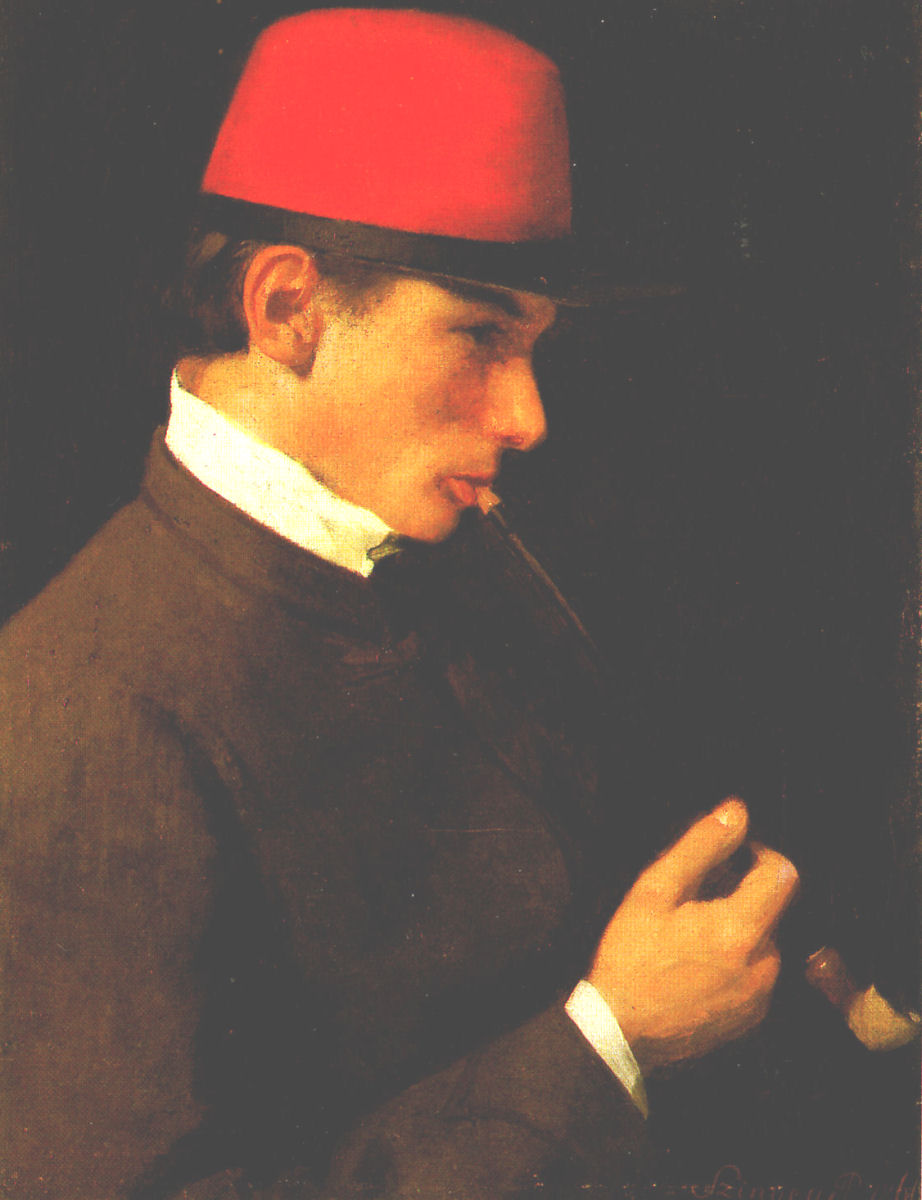
Zsigmond arcképe (portrait de Zsigmond Szinyei Merse, son frère) (1866)
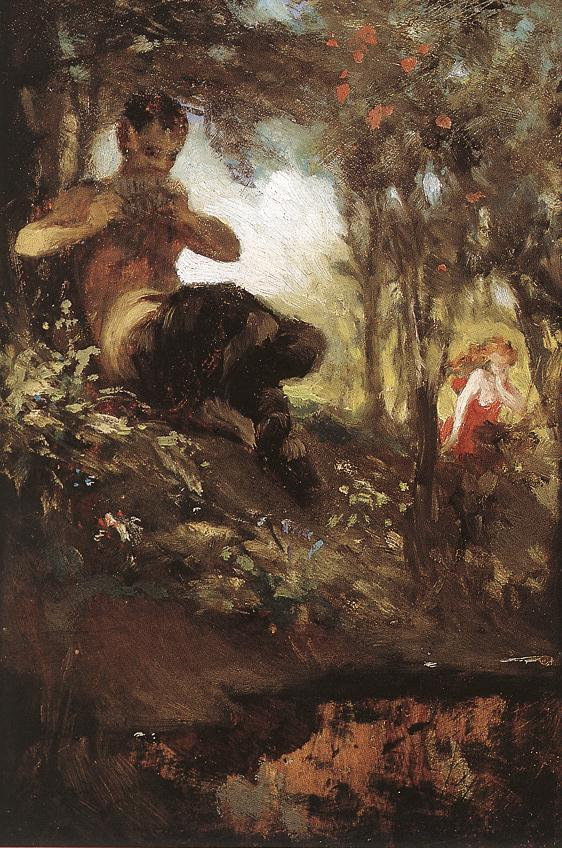
Faune et Nymphe (1867)
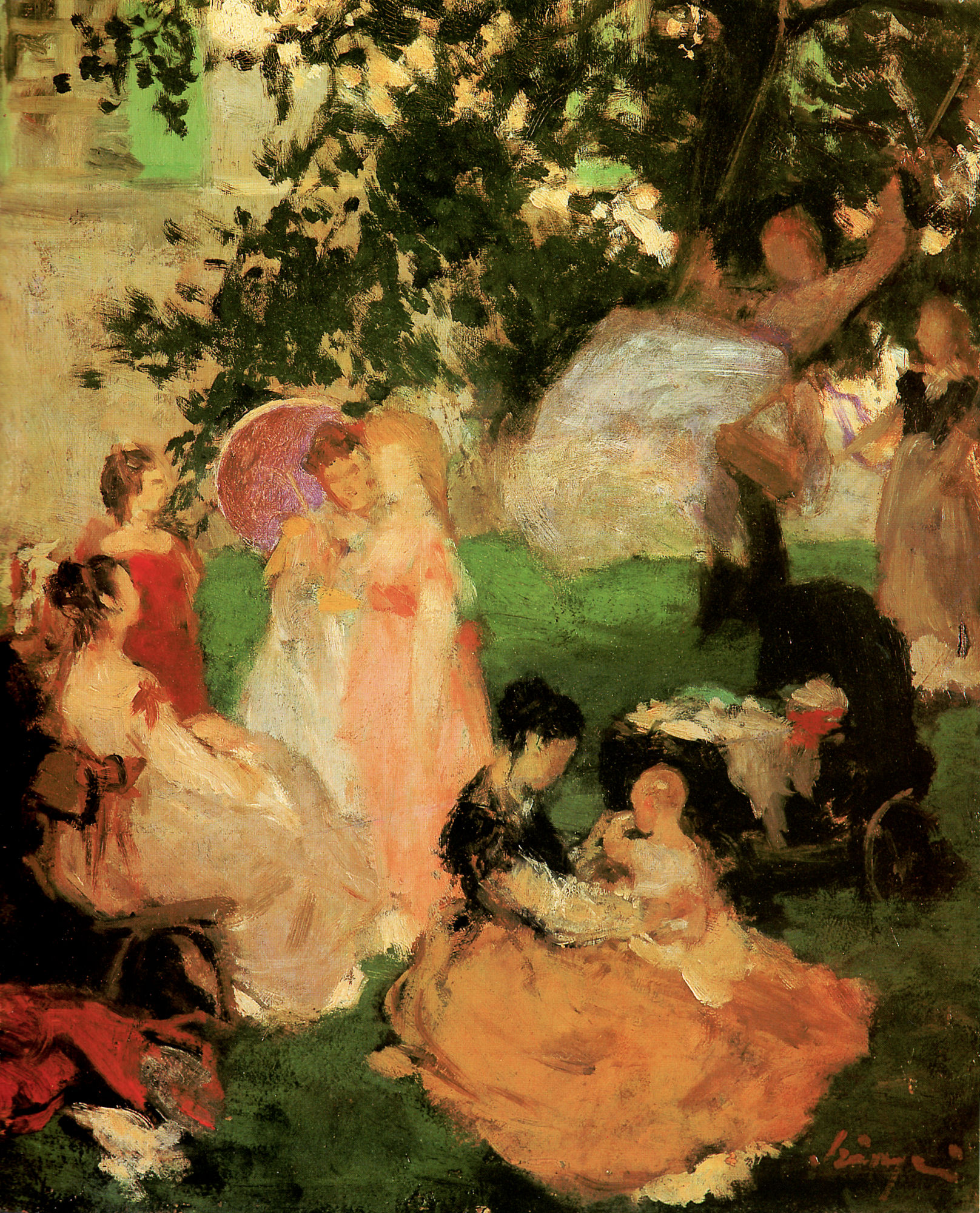
A hinta (1869)
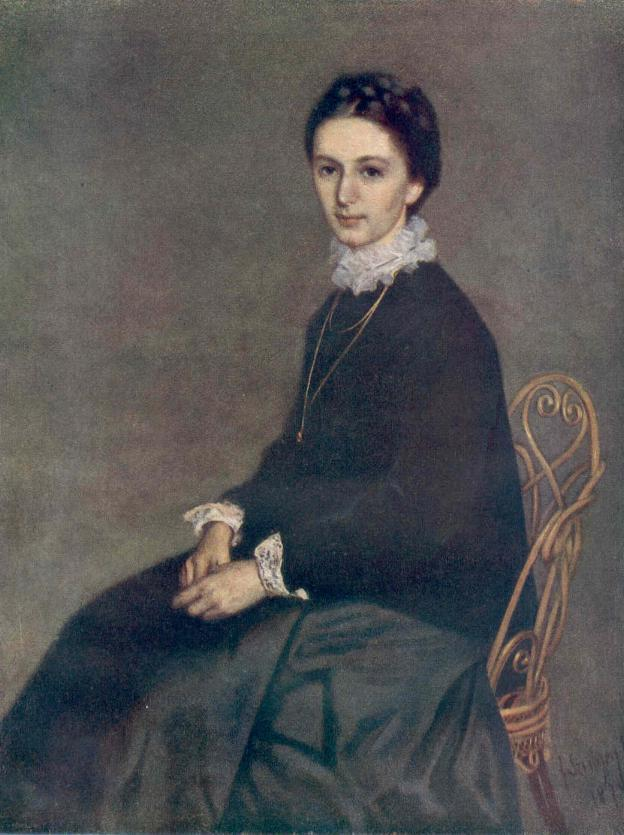
A művész nővére (Ninon) (1870)
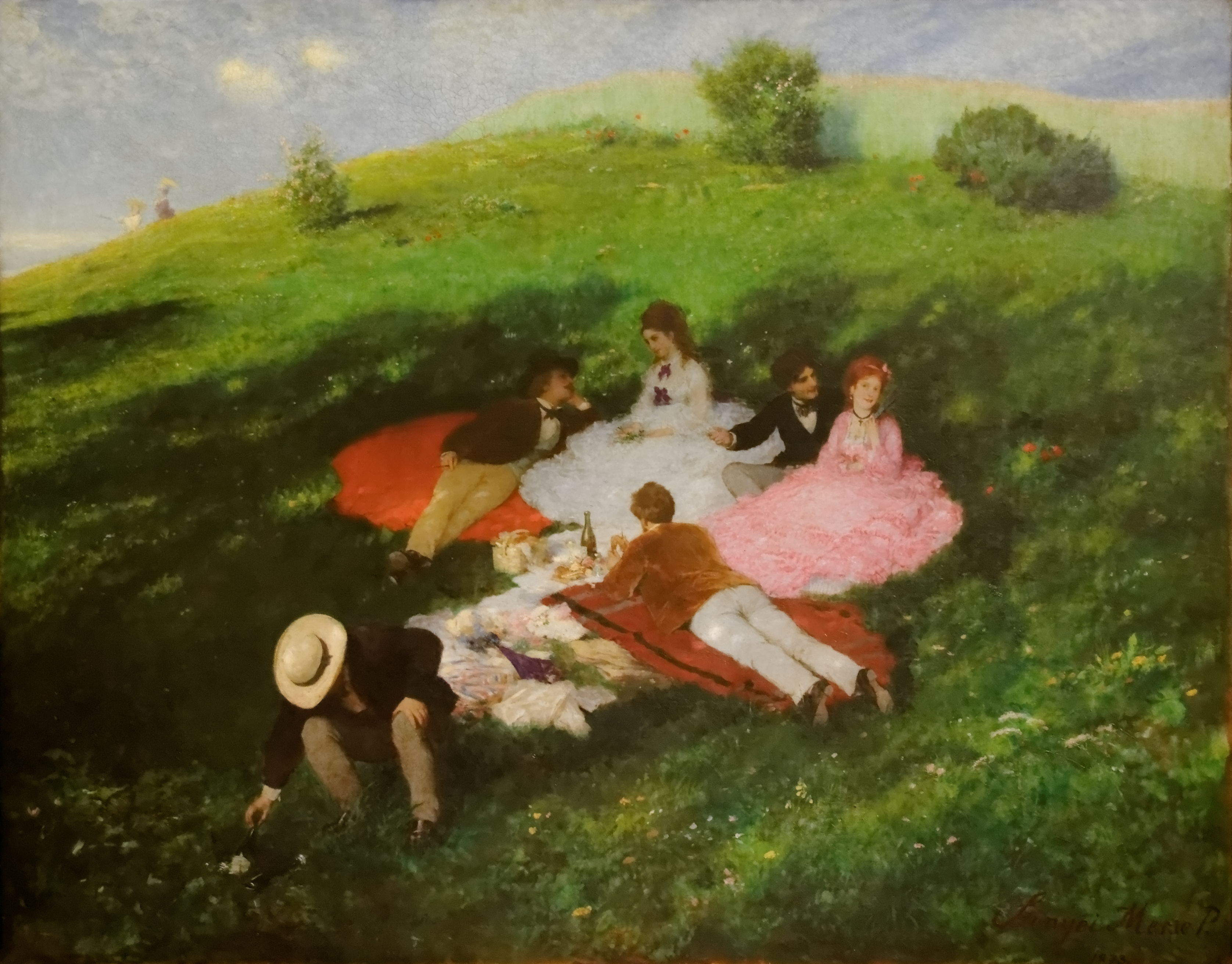
Pique-nique en mai (1873) Galerie nationale hongroise
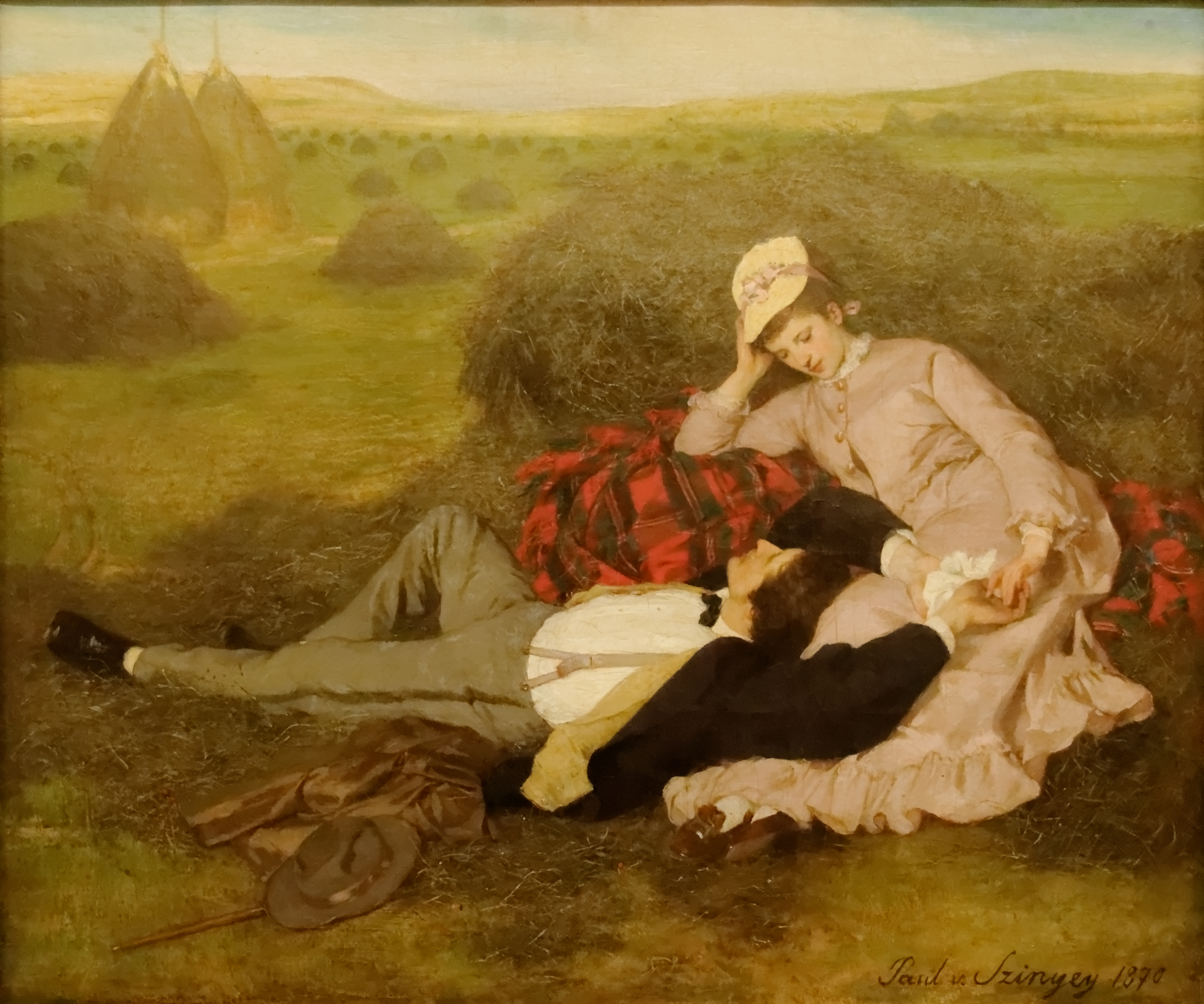
Szerelmespár (Les amoureux) (1870)
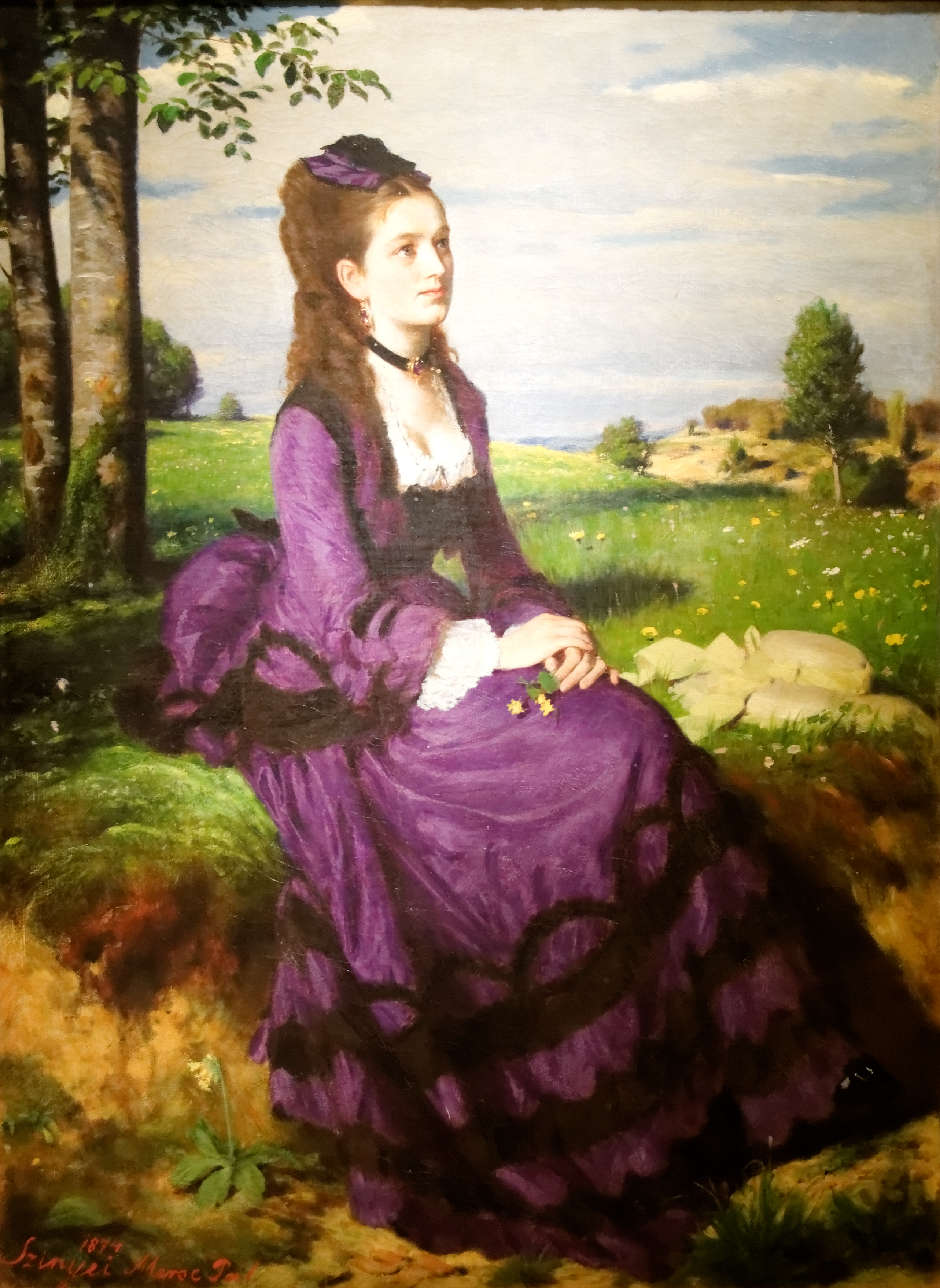
Lilaruhás nő (femme en violet) (1874)
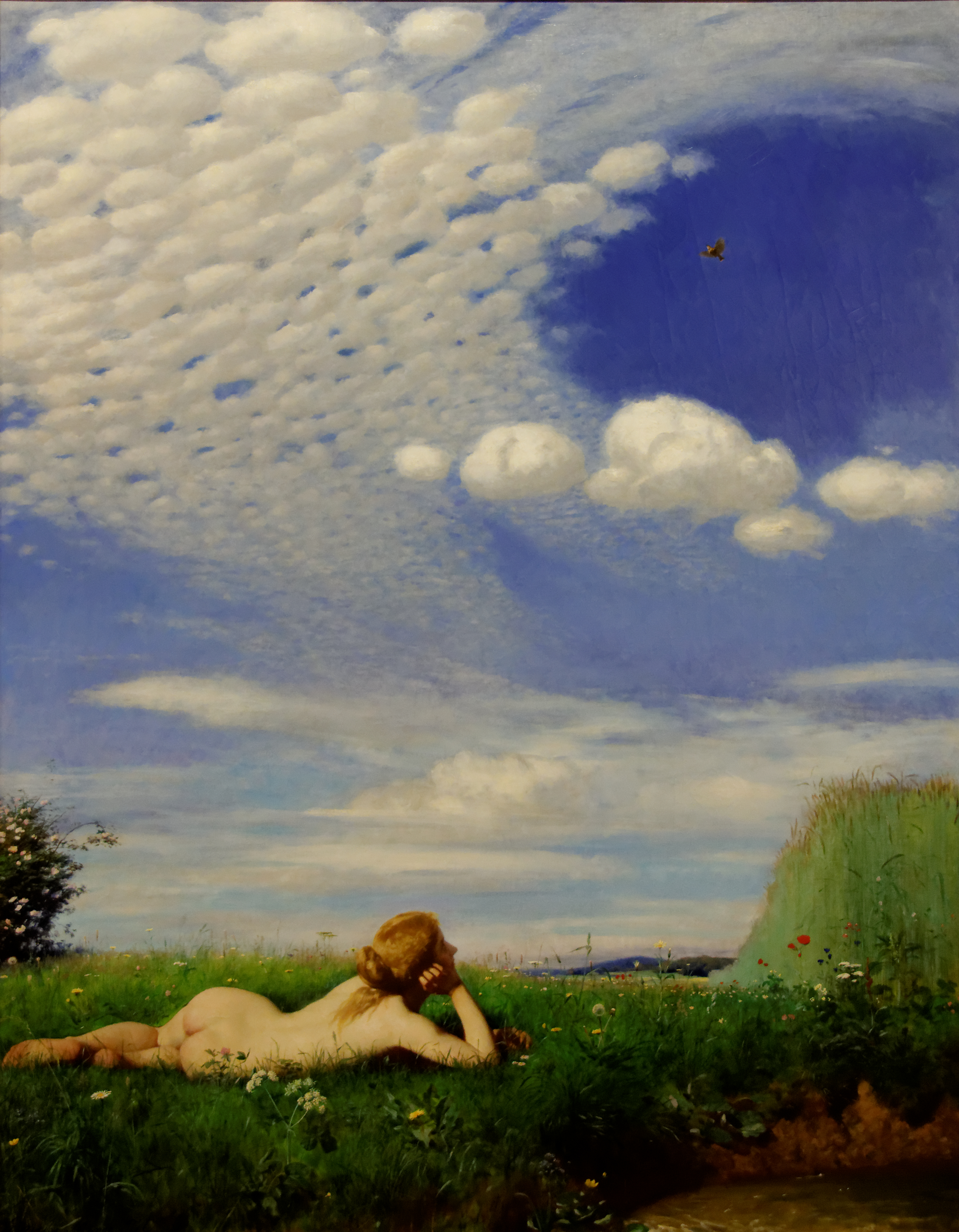
Alouette (1882)
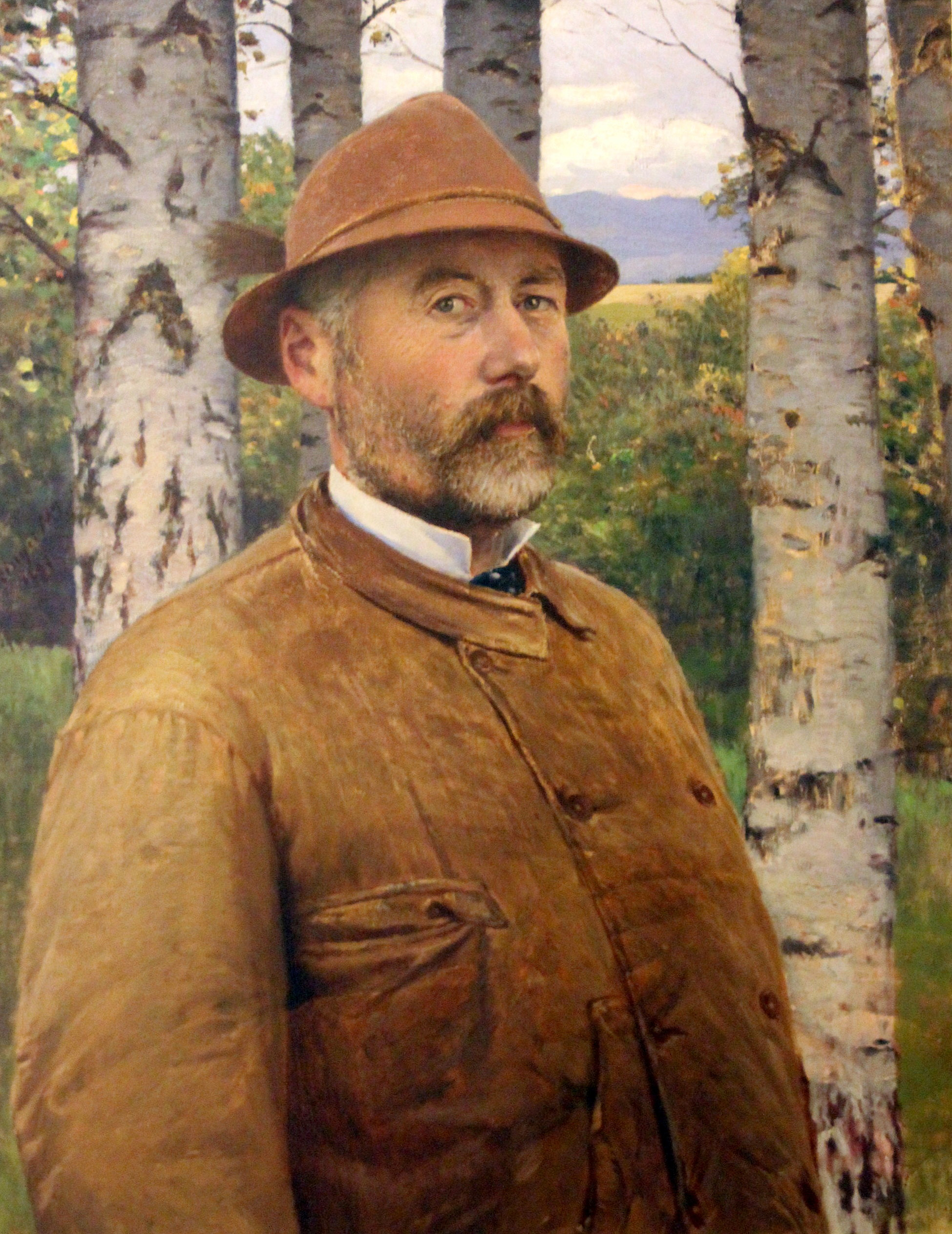
Autoportrait (1897)